# فرودگاه حسن ۱
فرودگاه هاسن آی (به انگلیسی: Hassan I Airport) (به زبان بومی: Aéroport de Laâyoune) یک فرودگاه همگانی و نظامی باربری با کد یاتا EUN است که یک باند فرود آسفالت دارد و طول باند آن ۲۷۰۱ متر است. این فرودگاه در شهر العیون کشور صحرای غربی قرار دارد و در ارتفاع ۶۳ متری از سطح دریا واقع شده‌است.